# Nerja
Nerja es un ciudad y localidad española de la provincia de Málaga, en la comunidad autónoma de Andalucía. El término municipal es el más oriental de la comarca de la Axarquía y tiene una población de 22 187 habitantes (INE 2024).
Tiene una larga historia probada por las pinturas encontradas en la cueva de Nerja, descubierta en 1959, que podrían constituir las imágenes de arte rupestre más antiguas de la historia de la humanidad con 42 000 años de antigüedad. Bajo el dominio musulmán, su nombre fue Narixa, que significa «fuente abundante» y es el origen del nombre actual. Desde la década de 1960 es un destino turístico preferencial perteneciente a la Costa del Sol. En 2010 cuenta con una población oficial de casi 22.000 habitantes, siendo un tercio de los residentes extranjeros, predominantemente ingleses. Nerja posee un clima suave todo el año que permite el cultivo de frutos subtropicales, como la chirimoya, el aguacate o el mango.

## Geografía

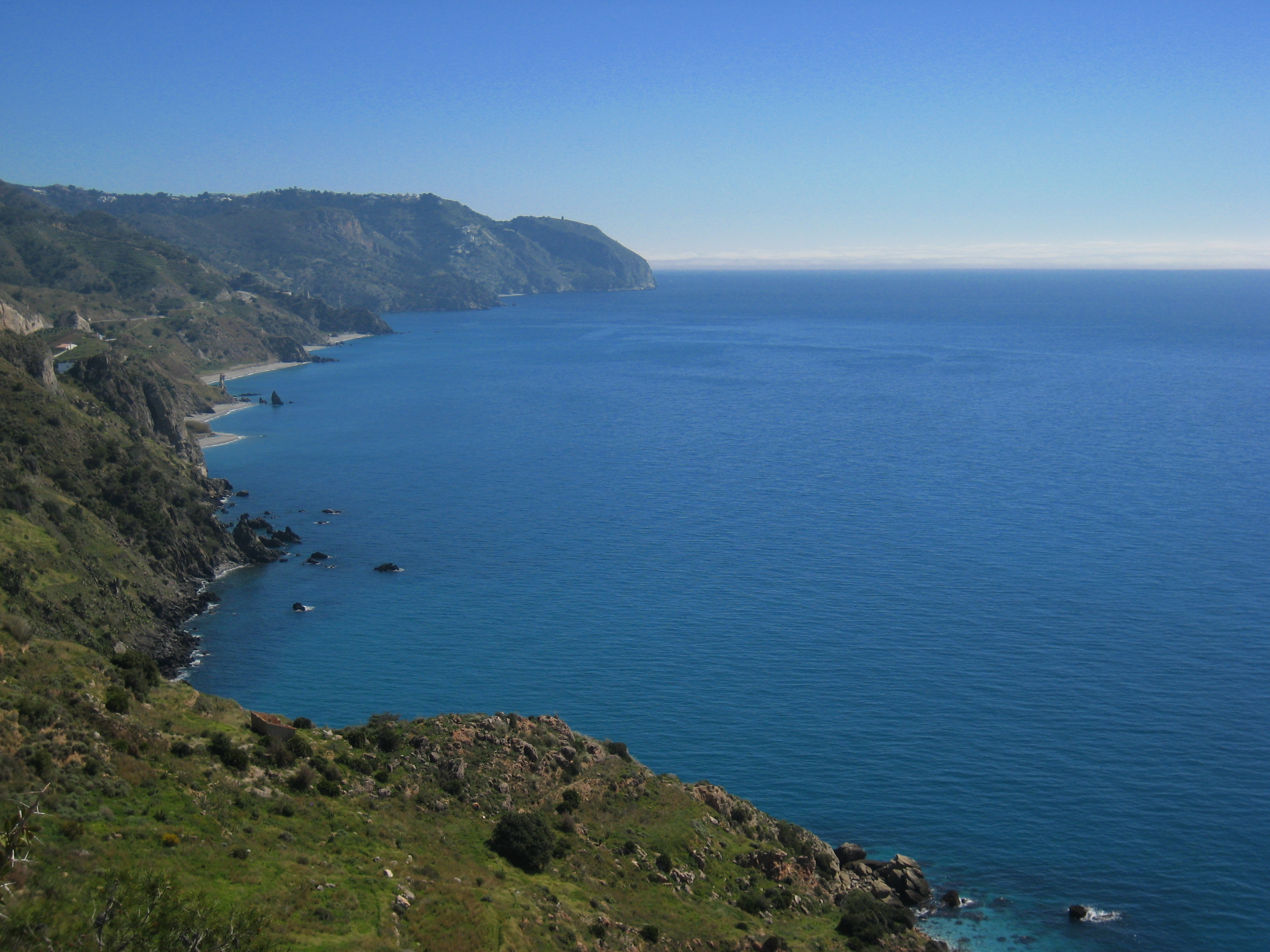
Acantilados de Maro-Cerro Gordo

La sierra de Almijara ocupa la mayor parte del término municipal, que alcanza su máxima cota en el pico de Navachica (1832 m). El norte del territorio es escarpado y abrupto, con numerosos barrancos, estando integrado en el parque natural de las Sierras de Tejeda, Almijara y Alhama. El río Chíllar, procedente de la sierra, desemboca en el mismo núcleo urbano, que se encuentra a 21 m sobre el nivel del mar.
Está situado a unos 52 km al este de la ciudad de Málaga, y a unos 100 km de Granada.
En Nerja se encuentra la pedanía de Maro.
| Noroeste: Cómpeta          | Norte: Cómpeta y Otívar (Granada) | Noreste: Otívar (Granada) y Almuñécar (Granada) |
| Oeste: Torrox y Frigiliana |                                   | Este: Almuñécar (Granada)                       |
| Suroeste Mar Mediterráneo  | Sur: Mar Mediterráneo             | Sureste: Mar Mediterráneo                       |

## Historia

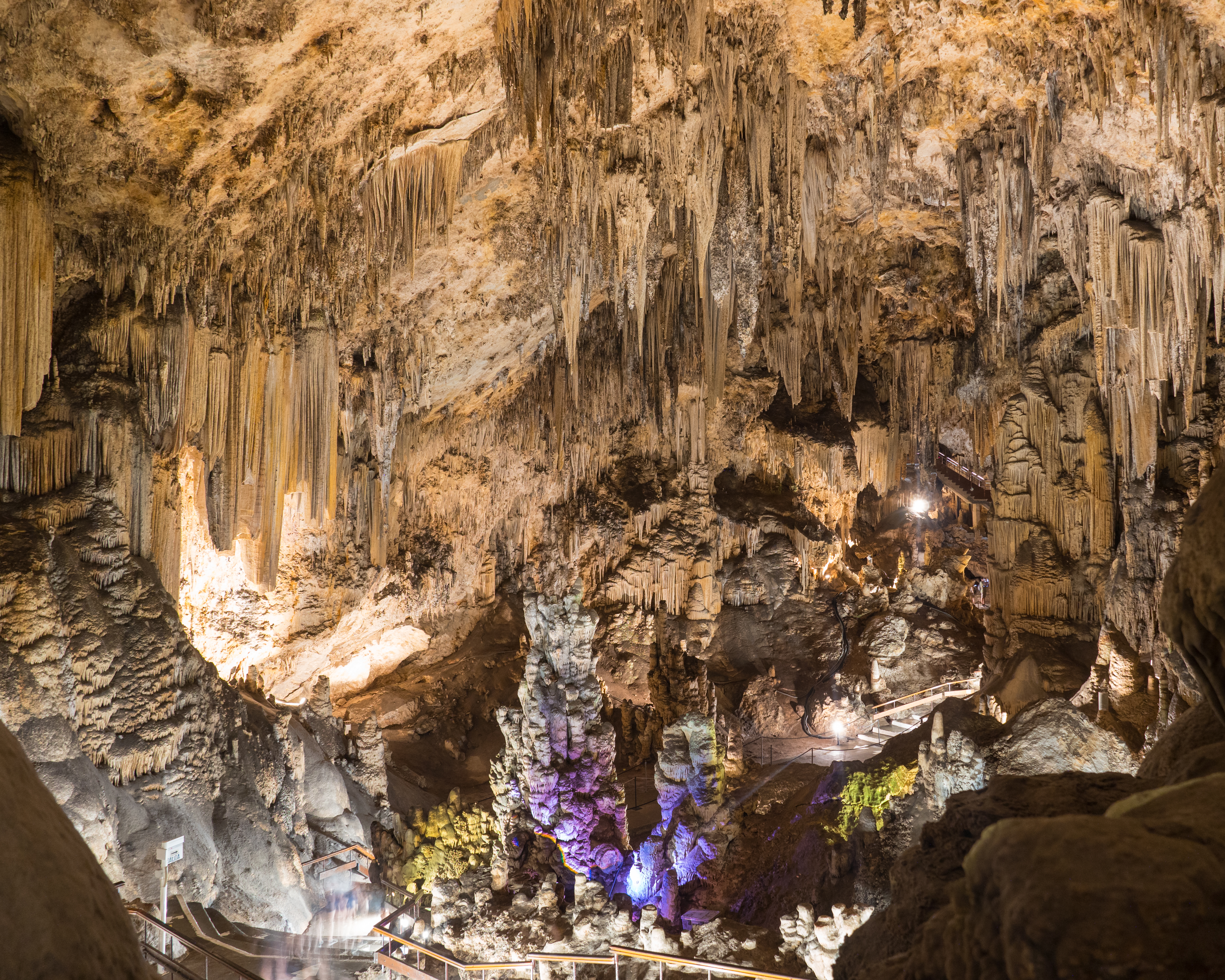
Cueva de Nerja

### Prehistoria
En el año 2012 en la cueva de Nerja se han datado en 42 000 años de antigüedad algunos restos orgánicos asociados a unas pinturas de focas que podrían ser la primera obra de arte conocida de la historia de la humanidad.
Existen vestigios del primer poblado que se asentó en estas tierras en el Paleolítico Superior, hace unos 20.000 años. Se ha encontrado la huella de dos importantes culturas: neolítica y argárica. El primero de ellos se asentó en toda la vertiente mediterránea, y es precisamente en la llamada cueva de Nerja donde dejó un magnífico legado con el que nos acercamos a su modo de vida. La cultura argárica fue posterior, ya finalizado el periodo neolítico. Corresponde a la Edad de Bronce, extendida por el sureste peninsular. Características de este pueblo fueron la habilidad hacia la agricultura y la ganadería, y el desempeño de labores artesanales, como la cerámica, la confección de tejidos y la metalurgia.

### Edad Antigua

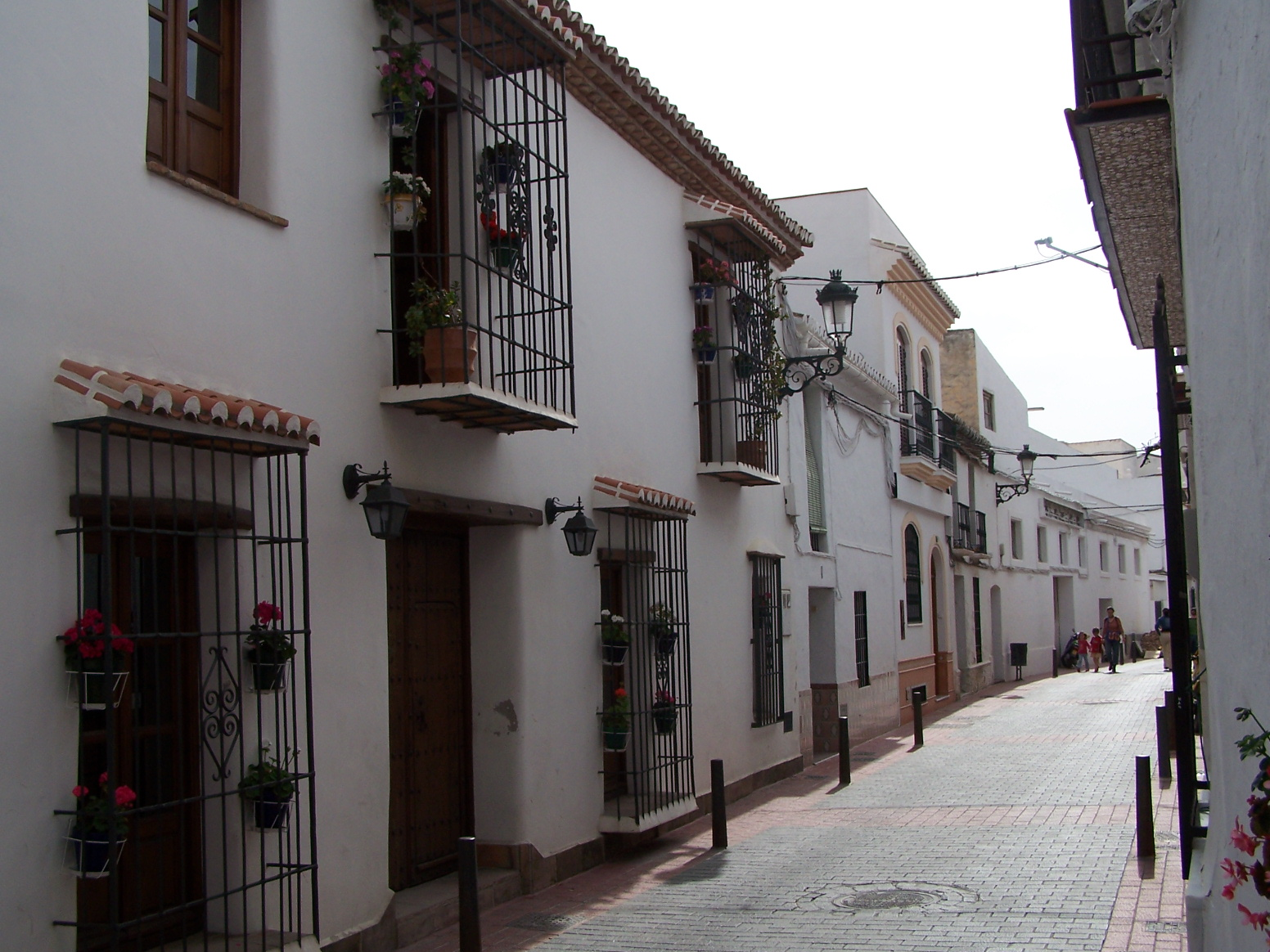
Calle que conserva el trazado medieval

No tendremos más noticias de la historia de Nerja hasta una vez entrada la Era Cristiana. Solo se conocen pueblos que se asentaron cerca, como bastetanos y fenicios. El dominio del mar Mediterráneo por parte de los griegos trajo consigo el nacimiento de pueblos como hēmeroskópeion y Mainake, a veintisiete kilómetros de lo que hoy es Málaga. Asimismo, crearon el Templo de la Luna en la playa de Torre del Mar, lugar sacro donde los griegos oraban antes de emprender sus viajes. Es la entidad helena más próxima a Nerja, pero tampoco dejaron huella en ésta.
La península ibérica fue dominada por Roma en el 210 a. C. Fundaron tres poblaciones en la Málaga oriental: Maenoba (Vélez), Claviclum (Torrox), y Detunda (Maro). En esta última se hallaron numerosos restos romanos como monedas, tumbas o ánforas. También se conocen vestigios de la misma cultura en lugares del término municipal de Nerja, como cimentaciones de argamasa, un acueducto derruido, o un horno de fundición en el río la Miel.

### Edad Media
Importante fue el año 711, cuando visigodos fueron derrotados por musulmanes en la batalla del Guadalete, lo que dio comienzo a una nueva conquista peninsular. Nos han llegado escritos de un geógrafo árabe, llamado Said Ben Ahmed, en los que cita que Málaga fue llamada cora de Rayya. Al igual, el historiador Almacarri de Tremecen  afirmaría que Naricha (traducido como “manantial abundante”) formaría parte de esta ciudad. Así es como los musulmanes nerjeños llamarían a su pueblo, que sería recién nacido por aquel entonces.

“Tendido sobre alfombras de mágicos
colores mientras el dulce sueño mis
párpados cerraba, Naricha; mi Naricha
brotando entre flores con todas sus bellezas mi vista recreaba”

Esta estrofa está datada en 917, y pertenece a Ibn Saadi, primer poeta que dedicó sus versos a Nerja. Fue la cultura musulmana la que protagonizó un periodo de esplendor en al-Ándalus. La industria textil sobresalió en el marco económico del reino, empleando a unos 13 000 trabajadores en la producción de algodón, lana, lino y seda, esta última de gran valor. Se dio particular importancia a la ciencia, y se realizaban traducciones de oriente y occidente. Las mujeres disfrutaban de una autonomía en la que tenían derecho sobre sus bienes inmobiliarios, y ejercían profesiones como peluquería, arquitectura, lógica, caligrafía, astrología, depilación o canto. El legado árabe nos ha dejado, entre otros, apellidos y motes que nos resultan familiares hoy en día: Alcaide, Javala, Alozaine, Alguacil…

### Edad Moderna
Con la llegada de los Reyes Católicos en 1487 Málaga fue reconquistada por los cristianos. A pesar de ello, en los siguientes años Nerja siguió habitada por población islámica. En esta costa convivían tres culturas: cristiana, musulmana 
y judía, hasta que una nueva orden obligó a todo aquel que no era cristiano a convertirse a tal religión o a abandonar el Reino. Hay historias que cuentan que la hoy llamada playa del Salón en Nerja fue llamada así porque fue testigo del éxodo de cientos de judíos que se despedían entre sí con la palabra “Shalom”. Igual de triste fue el final para los musulmanes que se vieron obligados a abandonar una tierra en la que habían prosperado generación tras generación. Nerja quedó muy despoblada a principios del siglo XVI. Muchos de los actuales pobladores de Nerja que reconocen ser descendientes de familias que vivieron en la zona por más de cinco siglos, poseen apellidos de conversos judíos como: Moreno, Herrero, Ávila, Jaime, Leyva.
A sus tierras llegaron castellanos, asturianos, gallegos y valencianos con motivo de repoblación. Debido estar dentro de un área que sufría el continuo peligro a una posible invasión islámica, todos sus habitantes fueron obligados a tener armas. Se colocaron cañones en la llamada Torre de los Guardas (actual Balcón de Europa), núcleo alrededor del cual se apiñaba el vecindario. Las principales actividades de la época eran la agricultura y la guerra. El miedo a los continuos ataques piráticos por parte de los musulmanes desembocó en una nueva despoblación, aliviada con una “Carta de Autonomía” en 1515. Así, Nerja quedó independizada de su anterior corregimiento de Vélez. Su territorio quedó delimitado por el río Chíllar, fuente del Esparto, El Madroño, el Río de la Miel y Cantarriján. Se repartieron las tierras entre los nuevos pobladores, aunque para llegar a ser propietario era necesario vivir durante diez años en el término. A pesar del peligro de los ataques piráticos, el pueblo comenzará a crecer. Como actividad particular en la zona, podemos destacar la cría del gusano de seda.
En 1567 se puede hablar de la última batalla islámica librada en estas tierras. La rebelión morisca de las Alpujarras llegó al pueblo de Cómpeta, cercano a territorio nerjeño. A pesar de la fuerte imposición árabe, los cristianos les ganaron la batalla dos años más tarde, y los moriscos que sobrevivieron fueron apresados. Tras este hecho histórico, los únicos restos arábigos que quedaron en Nerja fueron la Torre de los Guardas y las ruinas de Castillo Alto.
Nuevas casas y roturaciones de tierras fomentaron el crecimiento del pueblo en los siguientes años. De 1585 data el trapiche Armengol de Maro para la producción de azúcar y melaza, y de 1591 el trapiche San Antonio Abad de Nerja a orillas del río Chíllar. Este fue el momento en el que las torres vigías fueron construidas en toda la costa malagueña, con la función de avistar barcos piratas para así poderles hacer frente. Por medio de hogueras se comunicaban entre sí. Cuando se divisaban embarcaciones, se daba el toque de “a rebato”, que significaba “moros en la costa”. En Nerja se alzó “La Torrecilla”, hoy en día derruida.
Estos años en adelante significarán crecimiento y prosperidad para el pueblo. Con el cultivo de cañadulzales se construyó la primera fábrica de azúcar en España. Se alzaron iglesias en Nerja y Maro, se reformó el castillo, y se modificó la alcaldía para mejorar la defensa de la costa. En 1697 quedó terminada la primera fase de la iglesia de El Salvador, seguida por la ermita de las Angustias en 1720.

### SigloXVIII
El siglo XVIII ha sido descrito como el “siglo de oro” en Nerja. Con el comienzo del reinado de los Borbones, la política dará un giro y favorecerá los municipios. Cambiará la visión descentralizadora de los Austrias, que solo beneficiaba a la nobleza y los altos cargos, y dedicará fondos a la evolución y desarrollo de las ciudades. Se repartió el patrimonio entre el pueblo, y se procuró que los cargos de regidores o alcaldes entre otros fueran destinados a personas no pertenecientes a la nobleza. De esta manera, el cabildo de Nerja estaba entonces formado por dos alcaldes, tres diputados representativos del pueblo y un síndico encargado de asegurar que se cumpliesen los intereses del mismo.
El nuevo siglo en Nerja es una etapa de crecimiento. Se mejoran sus calles, que fueron empedradas, y se amplían edificios como la iglesia de El Salvador. Surgieron sistemas de agricultura más eficientes, con la técnica de canalización de riegos, que asimismo permitió el aumento en la producción y el desarrollo de nuevas industrias. Se benefició del éxito en el comercio de vino, miel, azúcar y harina propios de la tierra, y se dio paso a la explotación de minas y a la tala de árboles. Asimismo, Nerja abrió sus puertas a Málaga y a Almería, con la construcción de una carretera.
Romerías y fiestas populares eran manifestación de la alegría vivida por sus vecinos ante tal auge tanto en producción agrícola como en desarrollo económico. En este momento alcanzará una población de 8000 habitantes. Se dejaron atrás siglos de decadencia y miedo, y se dio la bienvenida a un nuevo régimen que parecía sonreír un poco más al beneficio popular en comparación a sus predecesores. También fue muestra de este esplendor la lista de nombres de pensadores e intelectuales que sobresalieron en diversos campos.

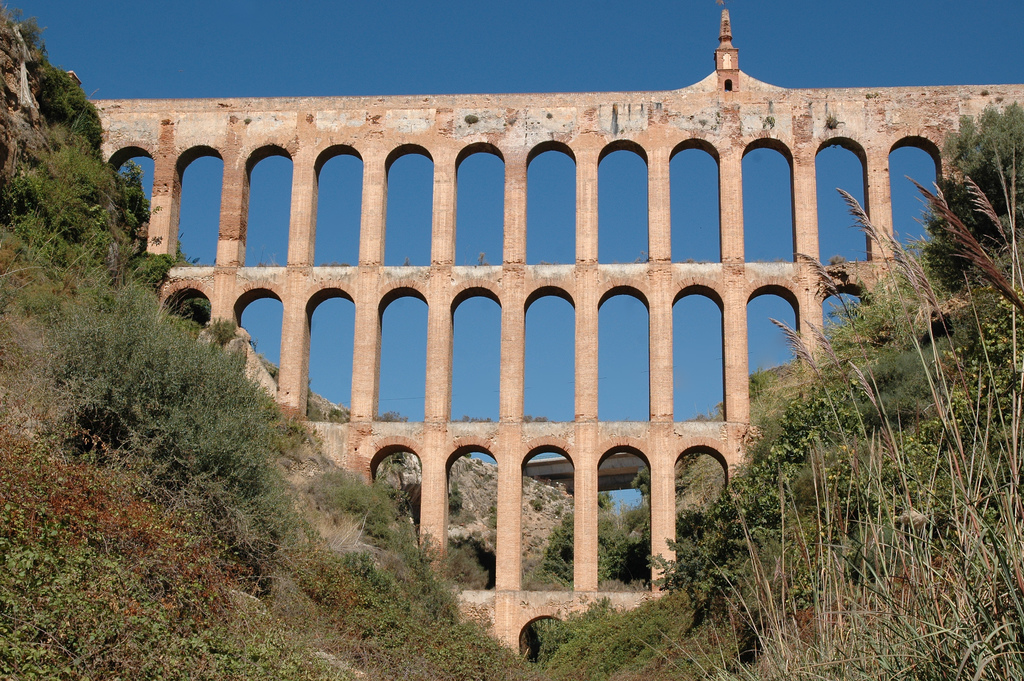
Acueducto del Águila, obra del.

### SigloXIX

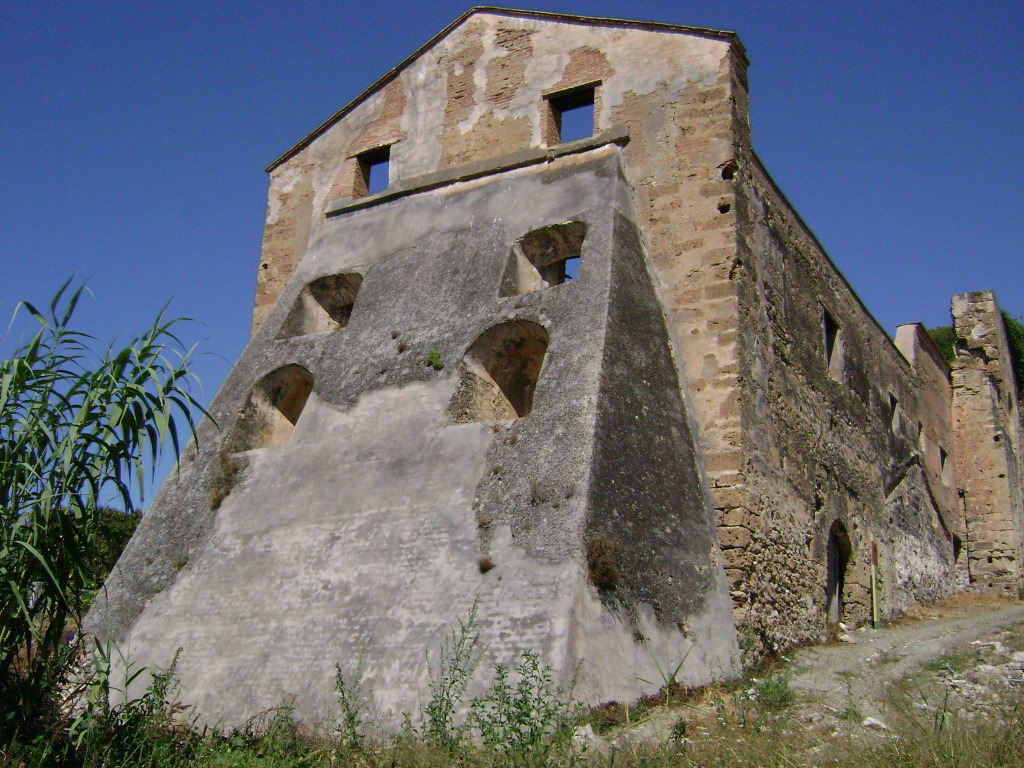
Ingenio Armengol de Maro

Dos acontecimientos fueron premonitorios del periodo negativo que comenzaría a finales de siglo. Por un lado, la Guerra de la Independencia Española, en la que ejércitos napoleónicos se enfrentaron contra los aliados ingleses y españoles, provocó que este último grupo destruyera el Castillo de Nerja y La Torrecilla, para así evitar que los franceses pudieran esconderse en ellos. Durante el auge de la industria el azúcar de Andalucía y al amparo de la Ley de Colonias Agrícolas, Joaquín Pérez del Pulgar estableció la Colonia Agrícola Nuestra Señora de las Mercedes y Maro. La colonia abarcaba importantes extensiones de cultivos de caña de azúcar en las inmediaciones del barranco de Maro. Contaba con el Ingenio San Joaquín para la producción de azúcar y alcohol, además de las casas de los obreros y del propietario y a través de la salida a la playa de Burriana se producía el comercio y abastecimiento de la fábrica. En 1873 Martín Larios, de la burguesía malagueña, adquiere el Ingenio San José en el Chaparil. Esta fábrica fue ampliada y dotada mejoras técnicas, llegando a ser la más importante de la zona. Por otro lado, en 1884 un fuerte terremoto estremeció sus calles, promulgando el pánico y grandes destrozos a nivel material. De 1888 data la imponente obra de ingeniería del acueducto del águila, para el suministro de agua de riego para los cultivos destinados a la producción azucarera. En 1893 la Colonia Agrícola de Nuestra Señora de las Mercedes y Maro pasó Rafael de Chaves, marqués de Tous, yerno de Joaquín Pérez del Pulgar. El ocaso del siglo XIX trajo consigo el comienzo de la decadencia. El Ingenio de San Antonio Abad de Nerja cambió su uso en esta época de molino harinero.
Las plagas destruyeron los viñedos, cayeron comercios como la pasa, el vino, o el azúcar. El nuevo fenómeno de la emigración provocó que muchos nerjeños se trasladaran a países de Sudamérica buscando trabajo, reduciendo la población a los 7000 habitantes. Un sinfín de contratiempos, como el incendio del Ingenio Armengol de Maro a finales del s. XIX que irán hundiendo el ánimo de los que permanecieron en estas tierras sin ser capaces de emigrar por la carencia de medios económicos. Plagas que aniquilan al ganado y las cosechas, sequías, crisis jornaleras que provocan situaciones de paro, y epidemias de cólera y tifus serán protagonistas en los primeros años del siglo XX.

### SigloXX

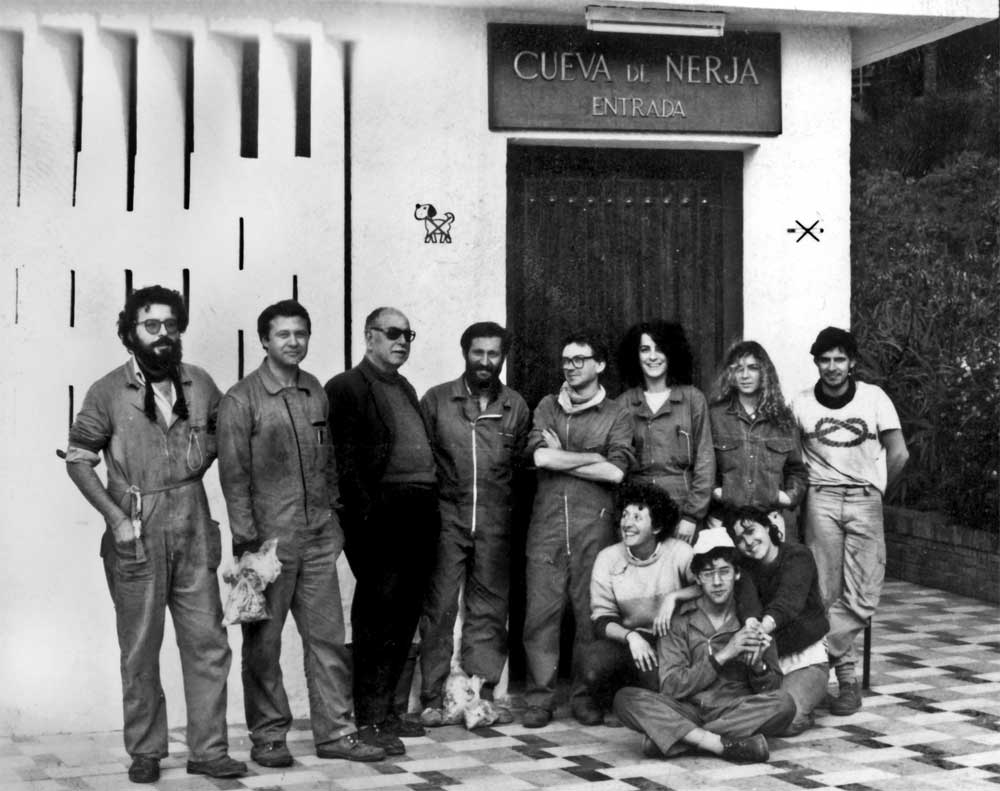
Francisco Jordá Cerdá y su equipo de excavadores de la cueva de Nerja (1985)

La situación vivida era deprimente. Se registraron en los censos 400 pobres e indigentes en esta localidad, y un clima de claro descontento hacia las pocas medidas tomadas por el gobierno provocaron desórdenes sociales y políticos. Aquí podemos mencionar las revueltas populares que tuvieron lugar contra la propia alcaldía, que eran reprimidas por la Guardia Civil. A nivel municipal, pocos avances fueron llevados a cabo. Destaca la instalación de griferías en las casas, con la entrada de una nueva empresa de agua potable en el pueblo. Con ello mejoraron las acequias y riegos.
La dictadura de Primo de Rivera, que comienza en 1923, trae consigo una relativa estabilidad para Nerja. Por un lado se toman medidas más drásticas por mantener el orden, pero por otro la situación de paro mejorará con el aumento de obras públicas. En 1930 el Ingenio San Joaquín es adquirido por la familia Larios.
Con la proclamación de la Segunda República Española el 14 de abril de 1931, se extiende el derecho a voto a todo aquel que aparezca en los censos y supere la edad exigida. Con las primeras elecciones en Nerja se creará el primer Concejo, seguida por la del primer alcalde republicano. Pero el paro aumenta y la tensión crece en el pueblo. En estos años, el pueblo se verá inmerso en los problemas que acarrean unas condiciones climáticas adversas que solo acarrearán mayor dificultad para salir de una crisis cada vez más acentuada.

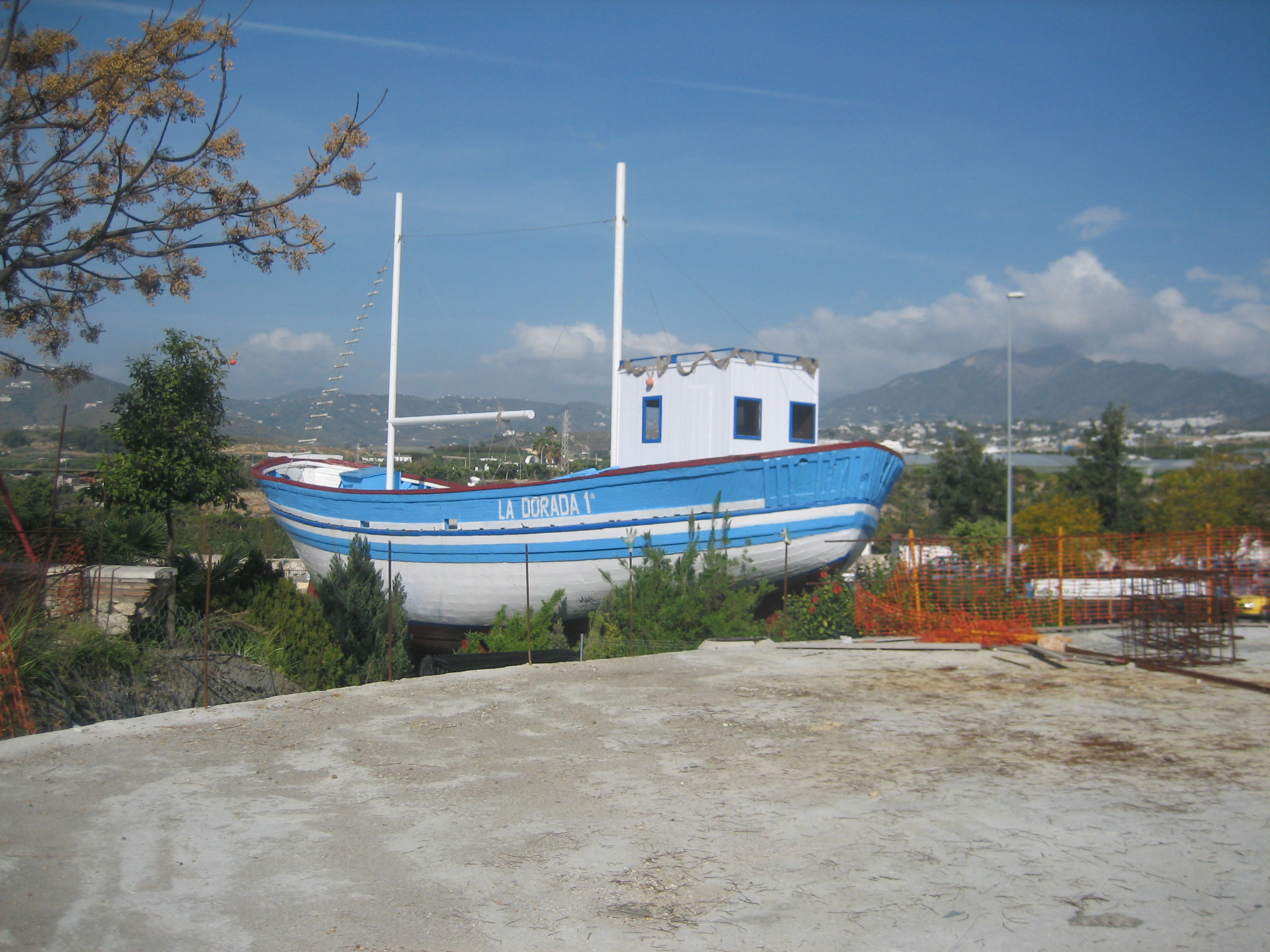
El barco de Chanquete, homenaje al rodaje de Verano Azul.

Con el levantamiento del Ejército franquista en el norte de África se comenzaron a producir enfrentamientos políticos, llegando a cometer grandes destrozos a nivel material y humano. En todo el pueblo se olía el miedo por lo que venía: con la entrada en Málaga de las tropas franquistas el 8 de febrero de 1937, un río de gente deambulaba por la carretera hacia Almería inmersos en un éxodo. Fueron muchos nerjeños los que perdieron la vida ese día, bien por los bombardeos aéreos o porque las fuerzas les abandonaban en su intento por seguir caminando. En el pueblo, una de las bombas cayó en la plaza de la Ermita, lo que provocó más víctimas, seguidas por más que murieron fusiladas en las siguientes semanas. A todo esto siguieron unos duros años de posguerra, hambrunas y, una vez más, de paro.
No será hasta la década de 1950 cuando se empezó a notar un cierto progreso, acentuado notablemente cuando se descubre la existencia de la Cueva de Nerja, y se abre al público en 1960. La cueva atrajo a un gran número de curiosos, prensa y con ella turistas, que son la principal fuente económica. En 1968 cerró definitivamente la Azucarera San José y sus instalaciones se emplearon para un instituto de enseñanza secundaria, IES El Chaparil, respetando su estética industrial.
En Nerja se rodó entre agosto de 1979 y diciembre de 1980 la famosa serie televisiva Verano Azul. La emisión original tuvo lugar en la primera cadena de RTVE entre el 11 de octubre de 1981 y el 14 de febrero de 1982. La repercusión de esta serie, vista por más de 20 millones de televidentes y emitida en países como Angola, Argelia, Bulgaria, la República Checa, Croacia, Eslovaquia, Francia, Polonia, Portugal y toda Iberoamérica, hizo mundialmente conocida a la localidad.

## Patrimonio

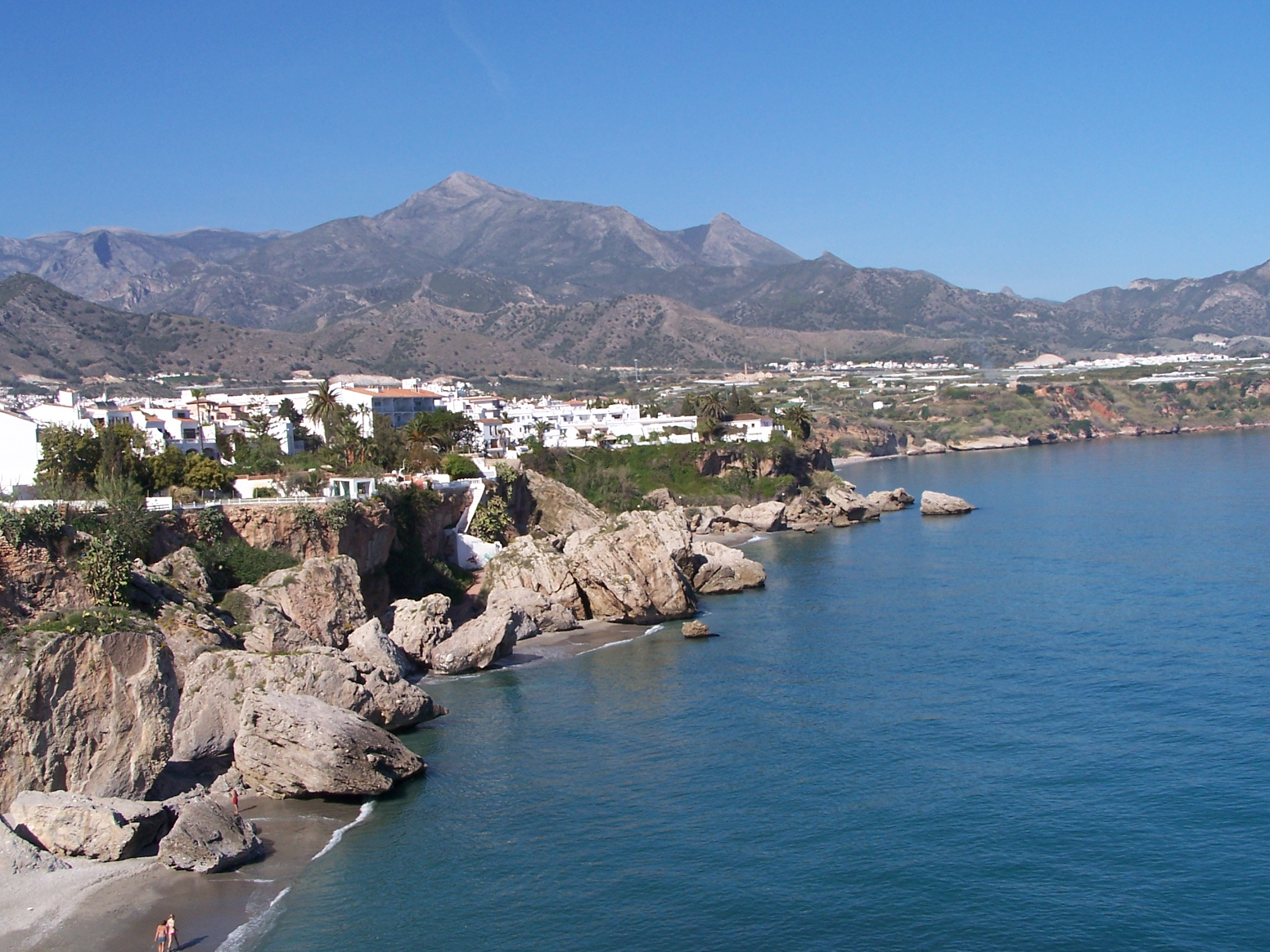
Vistas desde el Balcón de Europa

- Cuevas de Nerja: están situadas junto al pueblo de Maro. Su distribución (dos zonas bien diferenciadas, un primer sector habilitado al público, que comprende el tercio más meridional de la cueva y los dos tercios restantes que constituyen las Galerías Altas y Nuevas, de acceso restringido), sus dimensiones (se conocen casi 5 km de galerías de desarrollo prácticamente horizontal, que ocupan un volumen superior a 350.000 metros cúbicos), sus múltiples y variados espeleotemas (estalactitas, estalagmitas, columnas, coladas), sus pinturas rupestres, sus yacimientos y estratos arqueológicos (que abarcan entre 25.000 y 3.600 años antes del presente) la convierten en un elemento geológico de primer orden dentro del patrimonio kárstico andaluz. Fue declarada Monumento Histórico-Artístico en 1961, posteriormente, Bien de Interés Cultural en 1985 y, en noviembre de 2005, Bien de Interés Cultural con categoría de zona arqueológica. En su interior han sido halladas unas pinturas de focas que podrían ser la primera obra de arte rupestre conocida de la historia de la humanidad, con 42.000 años de antigüedad.[6]
- Balcón de Europa: en el centro del pueblo está el Balcón de Europa, un mirador con imponentes vistas al mar.[9]  El nombre de "Balcón de Europa" fue propuesto por el rey Alfonso XII que visitó la zona en 1885 después de un seísmo desastroso, y que quedó cautivado por el escenario. Fue el rey Alfonso XII, quien se acercó a este lugar para comprobar los daños ocasionados por el terremoto y le dio el nombre que tiene en la actualidad. Se le dio el nombre de Balcón de Europa, porque al asomarse parecía como si Europa terminara ahí, lo siguiente sería África, de ahí la denominación de “Balcón". Una escultura del protagonista de la serie Verano Azul, Chanquete (interpretado por Antonio Ferrandis), instalada el viernes 24 de mayo de 2019, se encuentra en el paseo marítimo de la playa de Calahonda, debajo del Balcón de Europa. En su placa reposan las siguientes palabras: “En homenaje a Chanquete, el viejo pescador de aquel Verano Azul, en Nerja queremos recordarte siempre cerca de la mar, nuestro mar”. Se trata de una estatua realizada en bronce cuyo autor es Francisco Martín.[10]
- Acueducto del Águila: obra civil del siglo XIX construida para transportar agua a los molinos de la antigua Fábrica de Azúcar de San Joaquín de Maro. Está formado por cuatro pisos de arcos superpuestos que saltan el gran desnivel del barranco de la Coladilla.[11]

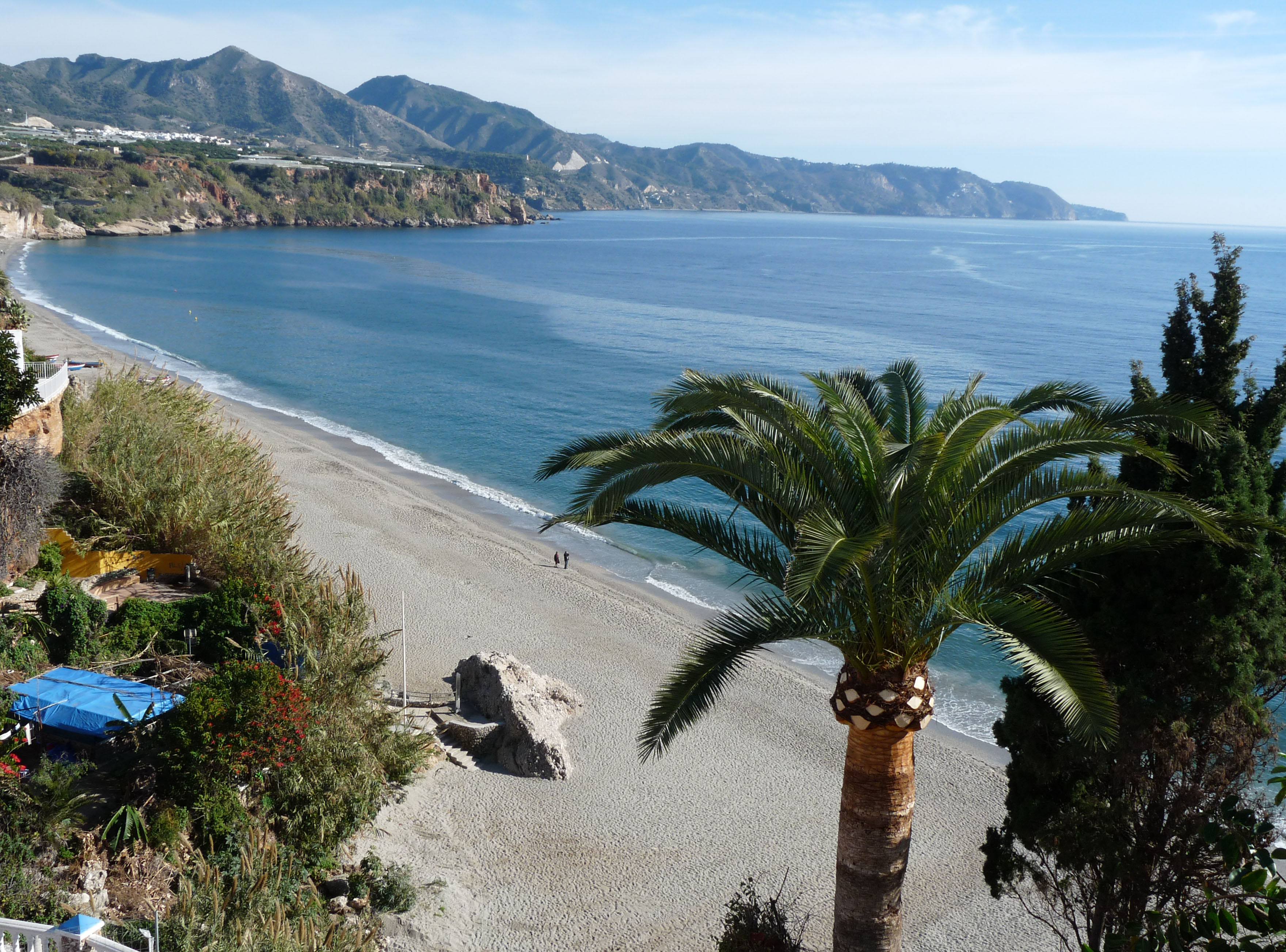
Playa de Nerja

Además Nerja cuenta con numerosas iglesias de gran antigüedad, como son:
- Ermita de las Angustias: obra del siglo XVII de estilo barroco. Destaca su sencilla espadaña y los frescos de la cúpula, atribuidos a la escuela granadina de pintura de Alonso Cano.[11]
- Iglesia de El Salvador: obra del siglo XVII, barroca y mudéjar. Presenta una torre de planta cuadrada y un campanario ortogonal. En el interior guarda pinturas murales de Francisco Hernández.[11]
- Iglesia de las Maravillas: pequeño templo de arquitectura popular, también del siglo XVII y situado en la localidad de Maro.[11]
- Ingenio de San Antonio Abad: una de las pocas fábricas de azúcar que se conservan de las muchas que hubo a lo largo de la costa malagueña.[11]
- Museo de Historia de Nerja: El Museo de Historia alberga en su interior un repaso desde la Edad Prehistórica hasta nuestros días donde se hace referencia a la ciudad, a su historia y a su Patrimonio Natural. En él se podrán encontrar piezas tan exclusivas como un esqueleto completo llamado “Pepita” datado de hace unos 8000 años. Además cuenta con talleres didácticos para los más jóvenes y con la tecnología más avanzada cómo pantallas táctiles interactivas. El museo se ubica en pleno centro de la ciudad, a pocos metros de otros recursos turísticos como el Balcón de Europa.
- Escenario de películas como la serie Verano azul, donde se encuentra una réplica del famoso barco.

### Playas y acantilados
Nerja, situada en la Costa del Sol de Andalucía, cuenta con aproximadamente 9 kilómetros que destacan por su belleza natural y diversidad de ambientes.
Entre las playas más conocidas se encuentran: El Playazo, El Chucho, La Torrecilla, El Salón, La Caletilla, Calahonda, El Chorrillo, Carabeo, Carabeillo y Burriana.
- El Playazo es la playa más cercana al centro histórico y destaca por conservar un entorno natural que no ha sufrido los efectos de la urbanización descontrolada que afecta a otras zonas del litoral malagueño. Con casi 900 metros de longitud, cuenta con arena fina y aguas tranquilas, ideales para el baño familiar.
- Burriana es la playa más grande y concurrida de Nerja, con aproximadamente 800 metros de longitud. Ofrece servicios como chiringuitos, alquiler de hamacas y deportes acuáticos. Además, junto con La Torrecilla, dispone de accesos adaptados para usuarios de sillas de ruedas.
- Calahonda es una playa tranquila de tamaño mediano ubicada en la zona este de Nerja. Destaca por su ambiente relajado y su entorno natural, con menos desarrollo urbano que otras playas de la localidad.
- El Salón es una playa urbana situada cerca del centro de Nerja, con fácil acceso y proximidad a servicios como restaurantes y tiendas. Cuenta con arena fina y aguas tranquilas, adecuadas para familias.
- Carabeo y Carabeillo son playas urbanas de tamaño medio situadas próximas al Balcón de Europa, con fácil acceso y cercanas a establecimientos de restauración.
- Otras playas como El Chucho, La Caletilla y El Chorrillo completan la oferta litoral, destacando por su encanto natural y ambientes más tranquilos.

En cuanto a los acantilados y calas, la zona cuenta con espacios protegidos y de gran valor paisajístico, como la cala Barranco de Maro, la Caleta, el acantilado de Maro, la Torre de Maro, el Molino de Papel, las Alberquillas, la Cala del Pino y la Cala El Cañuelo, que forman parte del Paraje Natural de los Acantilados de Maro-Cerro Gordo.

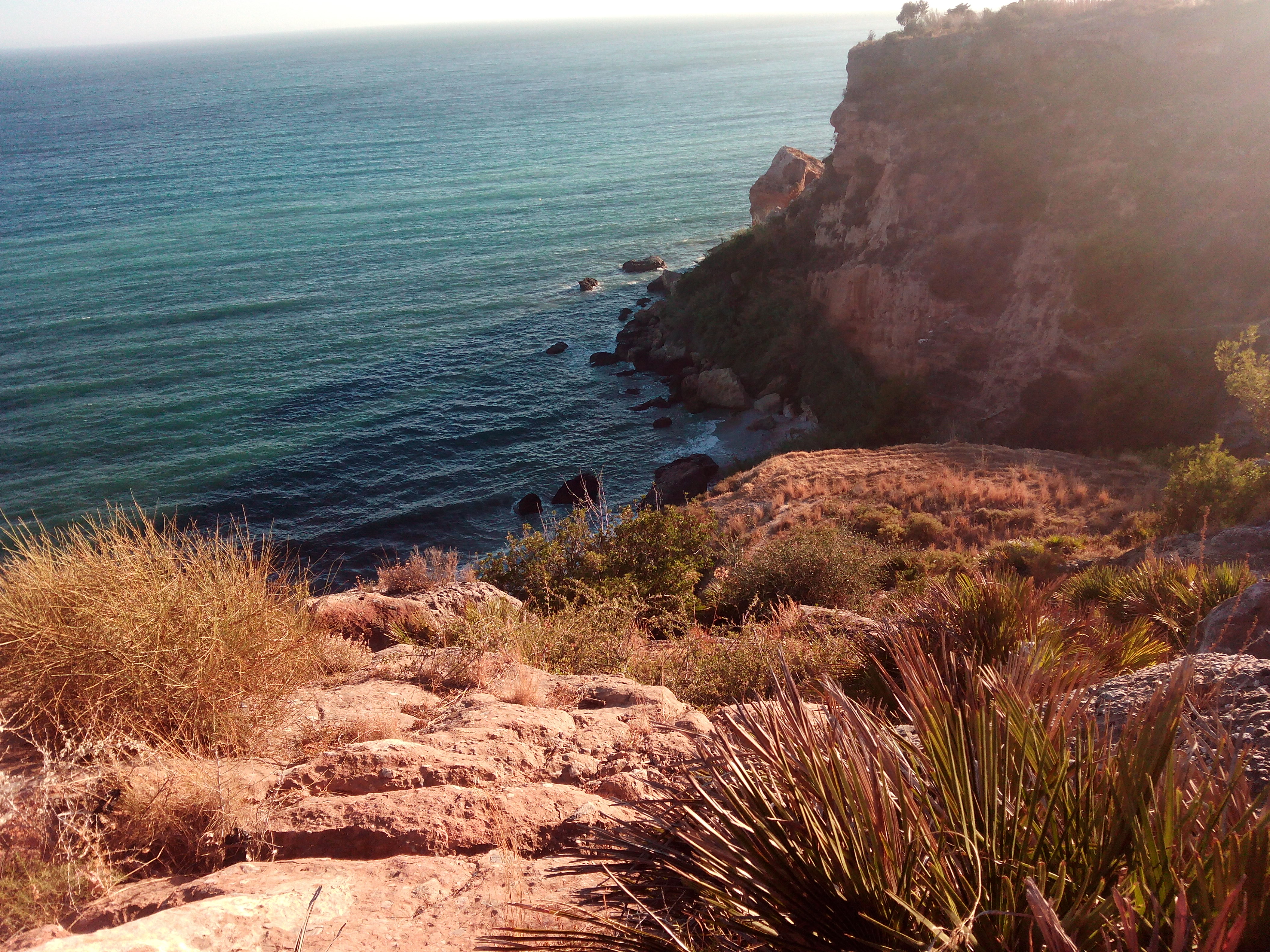
Una de las calas con más encanto situada en Maro, para ser más concretos en el barranco de Maro. La foto fue realizada por uno de los caminos alternativos que hay para acceder a la cala, específicamente tomada desde el barranco.

## Demografía
Cuenta con una población de 22 187 habitantes (INE 2024).
| Gráfica de evolución demográfica de Nerja entre 1842 y 2021                                                           |
| |
| Población de derecho según los censos de población del INE. Población de hecho según los censos de población del INE. |

| Nacionalidad | Hombres | Mujeres | Total  | %     | Proporción |
| ------------ | ------- | ------- | ------ | ----- | ---------- |
| Española     | 7708    | 7863    | 15 571 | 72.5% |            |
| Extranjera   | 2821    | 3058    | 5879   | 27.4% |            |

### Población por núcleo
Desglose de población según el Padrón Continuo por Unidad Poblacional del INE.
| Núcleos | Habitantes (2022) |
| ------- | ----------------- |
| Nerja   | 20660             |
| Maro    | 790               |
| Total   | 21450             |

### Población por nacionalidades
| Habitantes de Nerja por nacionalidades principales |        |
| País                                               | Total  |
| España                                             | 15.653 |
| Unión Europea                                      | 5.603  |
| Reino Unido                                        | 3.030  |
| Alemania                                           | 630    |
| Argentina                                          | 315    |
| Marruecos                                          | 334    |
| Francia                                            | 245    |
| Italia                                             | 239    |
| Total                                              | 22.918 |

## Economía

### Evolución de la deuda viva municipal
El concepto de deuda viva contempla sólo las deudas con cajas y bancos relativas a créditos financieros, valores de renta fija y préstamos o créditos transferidos a terceros, excluyéndose, por tanto, la deuda comercial.
| Gráfica de evolución de la deuda viva del Ayuntamiento de Nerja entre 2008 y 2023                |
|                                                                                                  |
| Deuda viva del Ayuntamiento de Nerja, en miles de euros, según datos del Ministerio de Hacienda. |

## Política y administración

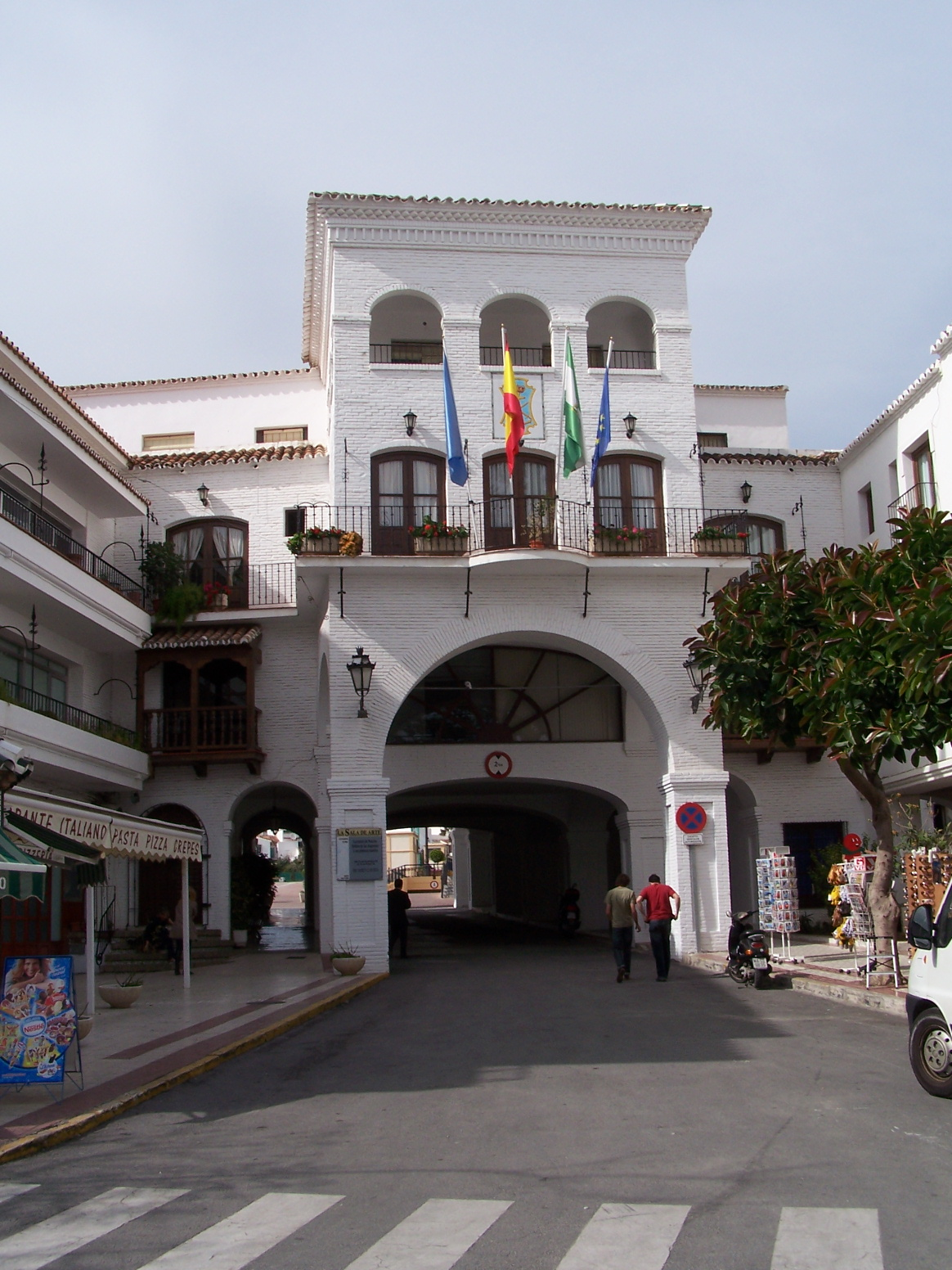
Sede del Ayuntamiento de Nerja

La administración política de la ciudad se realiza a través de un Ayuntamiento de gestión democrática cuyos componentes se eligen cada cuatro años por sufragio universal. El censo electoral está compuesto por todos los residentes empadronados en Nerja mayores de dieciocho años y nacionales de España y de los restantes Estados miembros de la Unión Europea. Según lo dispuesto en la Ley del Régimen Electoral General, que establece el número de concejales elegibles en función de la población del municipio, la corporación municipal de Nerja está formada por veintiún concejales.
Desde las primeras elecciones municipales celebradas tras la restauración de la democracia en España, el municipio de Nerja ha estado gobernado por tres partidos diferentes. En la legislatura 2019-2023, el Partido Popular tuvo diez concejales, frente a los seis del PSOE, los dos de Adelante Andalucía, y uno de Ciudadanos, UPNer y Vox. 
En la investidura del actual alcalde, José Alberto Armijo contó con el apoyo de su grupo (PP) y el único concejal de Vox.

### Resultado de las elecciones municipales de 2023
| Candidatura     | Candidatura                              | Votos  | %                               | Escaños                         |
| --------------- | ---------------------------------------- | ------ | ------------------------------- | ------------------------------- |
|                 | Partido Popular (PP)                     | 4038   | 51,12                           | 12                              |
|                 | Partido Socialista Obrero Español (PSOE) | 2510   | 31,78                           | 8                               |
|                 | Con Andalucía (Podemos-IU-MP-IdPA)       | 509    | 6,44                            | 1                               |
|                 | Unidos Por el Pueblo de Nerja (UPNer)    | 297    | 3,76                            | 0                               |
|                 | Vox                                      | 272    | 3,44                            | 0                               |
|                 | Por Mi Pueblo (PMP)                      | 168    | 2,13                            | 0                               |
| Votos en blanco | Votos en blanco                          | 105    | 1,33                            | n/a                             |
| Votos válidos   | Votos válidos                            | 7899   | 100                             | 21                              |
| Votos nulos     | Votos nulos                              | 98     | Participación: \| \| 55,21 % \| | Participación: \| \| 55,21 % \| |
| Votantes        | Votantes                                 | 7997   | Participación: \| \| 55,21 % \| | Participación: \| \| 55,21 % \| |
| Electores       | Electores                                | 14 486 | Participación: \| \| 55,21 % \| | Participación: \| \| 55,21 % \| |
|                 | 55,21 %                                  |        |                                 |                                 |

Anexo: Elecciones municipales en Nerja
| Período   | Alcalde                         | Partido político         |
| --------- | ------------------------------- | ------------------------ |
| 1979-1983 | Antonio Jiménez Gálvez          | PCE                      |
| 1983-1987 | Antonio Villasclaras Rosas      | AP                       |
| 1987-1991 | Gabriel Broncano Rodríguez      | PSOE                     |
| 1991-1995 | Gabriel Broncano Rodríguez      | PSOE                     |
| 1995-1999 | José Alberto Armijo Navas       | PP                       |
| 1999-2003 | José Alberto Armijo Navas       | PP                       |
| 2003-2007 | José Alberto Armijo Navas       | PP                       |
| 2007-2011 | José Alberto Armijo Navas       | PP                       |
| 2011-2015 | José Alberto Armijo Navas       | PP                       |
| 2015-2019 | Rosa María Arrabal Téllez(PSOE) | PSOE-A-Cs-IU-EVA-Podemos |
| 2019-     | José Alberto Armijo (PP)        | PP-Cs                    |

## Cultura

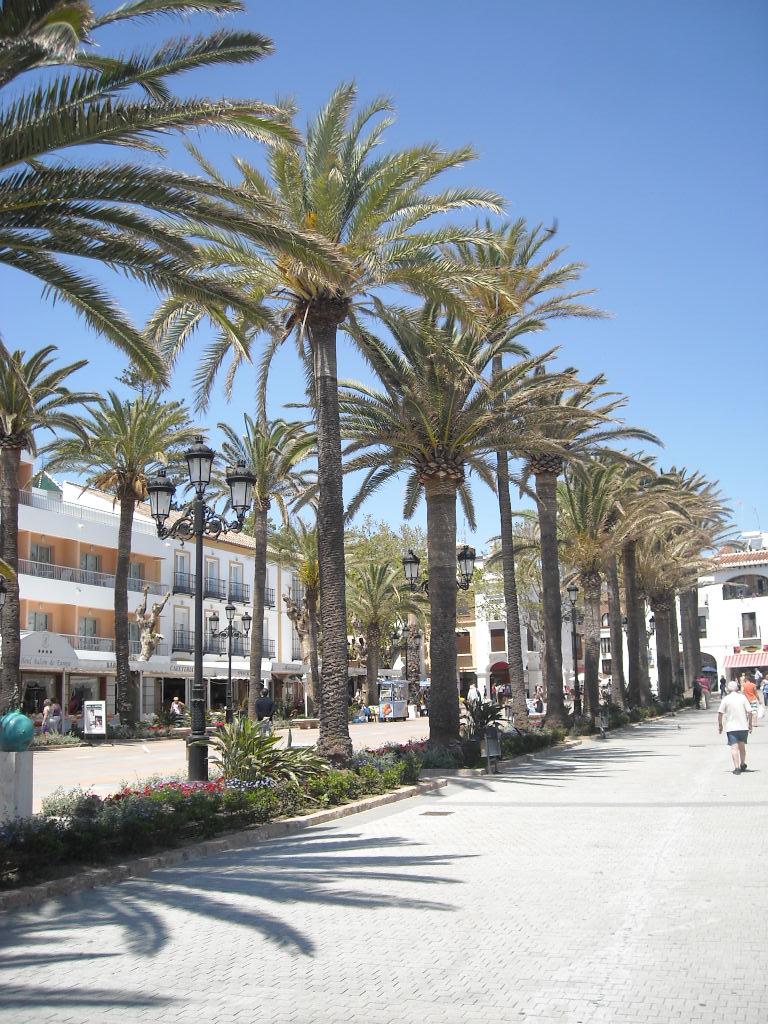
Paseo flanqueado por palmeras

### Artesanía
Destacan los artículos de piel y de cuero.

### Gastronomía
La gastronomía de Nerja es la típica mediterránea, con abundancia de pescados frescos y frutos tropicales. Son platos típicos de la localidad: el ajo blanco con uvas, el ajo colorao, las batatillas en miel de caña de azúcar, la berza de Nerja, los boquerones en escabeche, el cabrito a la nerjeña, la calabaza frita, la ensalada de aguacates, la sopa de almendras, etc.

### Fiestas
- La Virgen del Carmen, conocida como la patrona del mar y los marineros . Esta celebración se desarrolla entre los días 15, 16 y 17 de julio,[20] siendo el día 16 el  más importante, ya que es cuando sacan a la Virgen en procesión, finalizando con un paseo en barca hasta llegar a la playa de Calahonda, justo debajo del Balcón de Europa.
- Feria de Nerja, también conocida como Fiestas patronales en honor a la Virgen de las Angustias y San Miguel Arcángel, se celebra cada año durante la segunda semana de octubre, habitualmente del 8 al 12 u 13. Durante varios días, el pueblo acoge actividades religiosas, conciertos, pasacalles, atracciones, y verbenas tanto de día como de noche. Uno de los actos más destacados es la elección de la Reina y los Caballeros de la feria, así como la procesión de los patronos por el casco histórico.
- La Fiesta de San Isidro, en honor a San Isidro Labrador, patrón de los agricultores, se celebra cada año el 15 de mayo en Nerja. Durante la jornada, el municipio organiza una misa rociera en la Iglesia de El Salvador, seguida de una romería que parte desde el centro del pueblo hasta la ermita de San Isidro, situada junto a la Cueva de Nerja. Además, se llevan a cabo actuaciones de grupos folclóricos, entrega de premios a las mejores carrozas y actividades gastronómicas, que animan el día con música y tradiciones populares.

## Nerja en la ficción
Nerja también es conocida por ser la localidad donde se rodó la famosa serie de Televisión Española Verano azul (1981), protagonizada por el actor Antonio Ferrandis en el papel de Chanquete.  La serie es un clásico de la televisión española y ha contribuido a aumentar la popularidad turística de Nerja, que recibe a numerosos visitantes interesados en conocer los escenarios donde se filmó, como el Balcón de Europa y la playa de Burriana. La localidad ha integrado esta herencia cultural en sus rutas turísticas y actividades locales.

## Transporte y comunicaciones

### Autobuses urbanos
El servicio de autobuses Urbanos de Nerja está compuesto por tres líneas, de las cuales uno opera solo los meses de verano. Realizan los siguientes recorridos:
- L1: Circular.
- L2: Circular (solo verano).
- Línea Negra: Marinas de Nerja.

### Autobuses interurbanos
Nerja no está integrada formalmente en el Consorcio de Transporte Metropolitano del Área de Málaga, aunque la siguiente línea de autobús interurbano opera en su territorio:
| Línea      | Trayecto                               |
| ---------- | -------------------------------------- |
| M-362      | Málaga-Nerja (por Torre de Benagalbón) |
| VJA-019-MA | Nerja-Frigiliana                       |

## Hermanamientos
- Pescia (Italia)[24]
- San Juan (Argentina)